# Station Sterławki Małe
Station Sterławki Małe is een spoorwegstation in de Poolse plaats Sterławki Małe.